# North Riverside, Illinois
North Riverside är en ort (village) i Cook County, i delstaten Illinois, USA. Enligt United States Census Bureau har orten en folkmängd på 6 699 invånare (2011) och en landarea på 4,3 km².